# Kunsthaus Zug

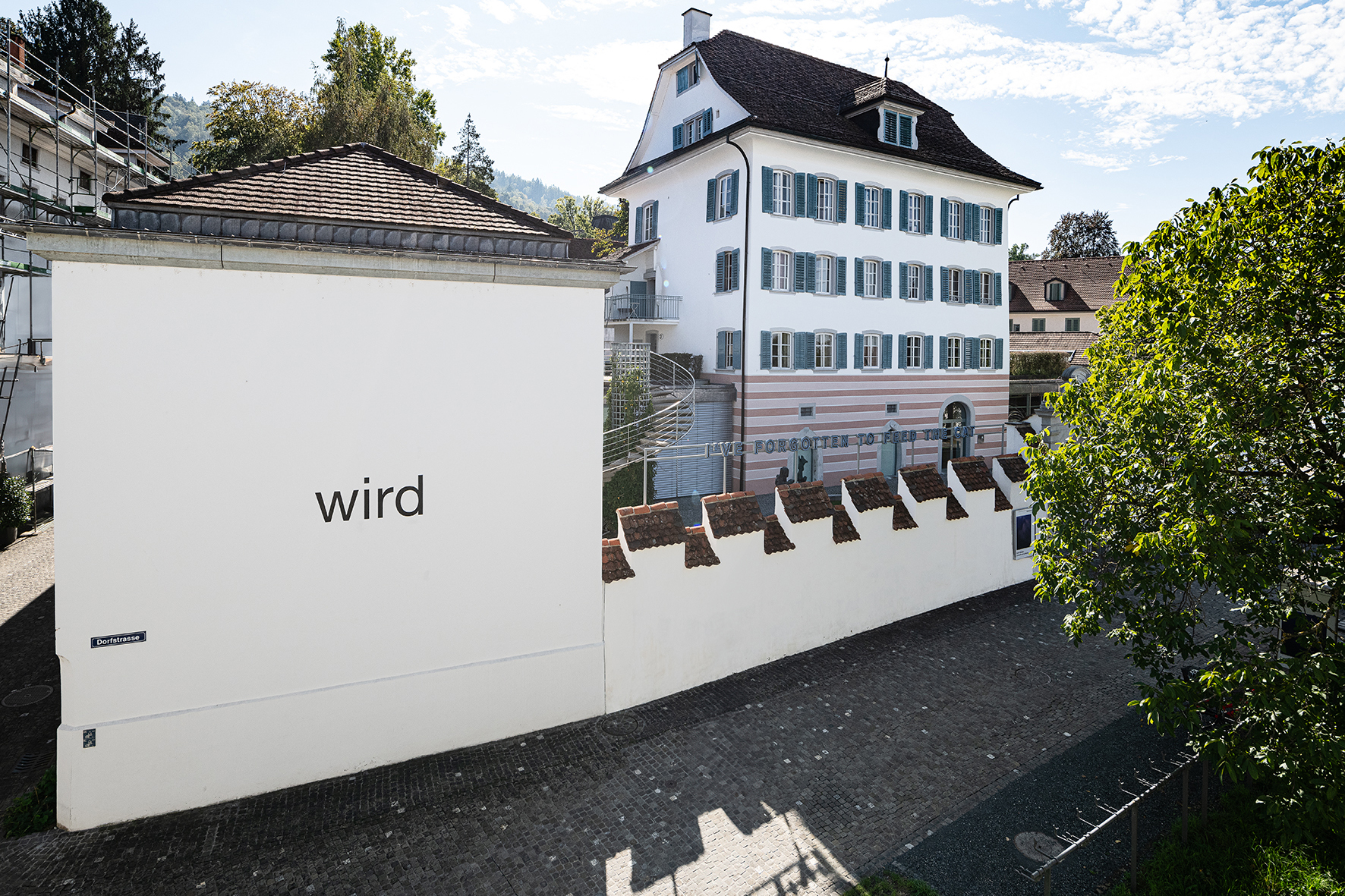
Das Kunsthaus Zug an der Dorfstrasse 27 in Zug. (2023)

Das Kunsthaus Zug besteht seit 1990 in einer Anlage aus dem 16. Jahrhundert, dem «Hof im Dorf», am Rande der Altstadt von Zug in der Schweiz. Es besitzt die bedeutendste Sammlung der Wiener Moderne ausserhalb Österreichs. Sie wird in thematischen Wechselausstellungen im Kunsthaus Zug präsentiert.

## Trägerschaft
Die «Zuger Kunstgesellschaft» und die «Stiftung der Freunde Kunsthaus Zug» bilden die Trägerschaft des Kunsthaus Zug. Die Zuger Kunstgesellschaft ist für den Betrieb des Kunsthauses Zug verantwortlich und zudem Eigentümerin der Kunstsammlung. Sie wurde 1957 gegründet und ist somit eine der jüngsten Kunstgesellschaften der Schweiz. 1977 öffnete das Kunsthaus Zug in der Altstadthalle. Seit 1990 hat es in der umgebauten Liegenschaft «Hof im Dorf», deren Eigentümerin die 1982 gegründete «Stiftung der Freunde Kunsthaus Zug» ist, ein eigenes Haus. Ausstellungen und Sammlungstätigkeit werden durch Beiträge der öffentlichen Hand, durch Unterstützung von privater Seite sowie durch Mitgliederbeiträge finanziert. Matthias Haldemann steht dem Museum seit 1990 als Direktor vor. 

## Sammlung
Die Sammlung von Werken der klassischen Moderne mit dem Schwerpunkt Wien verdankt das Haus der Stiftung Sammlung Kamm. Sie wurde 1998 von Christa, Peter und Christine Kamm gegründet und stellt die Bestände dem Kunsthaus Zug als Dauerleihgabe zur Verfügung. Unter den mehr als 400 Werken der Stiftung Sammlung Kamm befinden sich bedeutende Werkgruppen von Herbert Boeckl, Richard Gerstl, Josef Hoffmann, Gustav Klimt, Oskar Kokoschka, Koloman Moser, Egon Schiele und Fritz Wotruba. Hinzu kommen Werkgruppen der europäischen Moderne mit Expressionismus und Bauhaus.
Grosse Werkbestände von Josef Herzog, Friedrich Kuhn, Péter Nádas, Bernhard Schobinger, Adrian Schiess, Roman Signer, Annelies Štrba und Hannah Villiger befinden sich ebenfalls in der Sammlung. Die weiteren Bestände des Kunsthauses Zug gliedern sich in die Hauptbereiche des Schweizer Surrealismus und der Fantastik, der figurativen Schweizer Plastik sowie der Kunst des Kantons Zug.
Seit 1996 verfolgt das Kunsthaus Zug mit dem Projekt Sammlung ein einzigartiges Sammlungsmodell für zeitgenössische Kunst; es beruht auf mehrjährigen, prozesshaften und ortspezifischen Kooperationen mit einzelnen Kunstschaffenden, auch unter Einbezug des öffentlichen Raumes. Werkgruppen mit Projektarchiven von Olafur Eliasson, Tadashi Kawamata, Pavel Pepperstein, Christoph Rütimann, Roman Signer oder Richard Tuttle befinden sich bereits in der Sammlung. Das Projekt Sammlung ermöglicht innovative und kreative Prozesse unter Einbezug des Publikums und einer breiteren Öffentlichkeit.
Im Aufbau befindet sich die Sammlung zur Sammlung. In Auseinandersetzung mit Werken der Sammlung entstanden bildnerische und musikalische Arbeiten von Roland Dahinden, Bethan Huws, Michel Roth, Christoph Rütimann, Richard Tuttle, Till Velten und Heimo Zobernig.
Die beschränkten Platzverhältnisse lassen eine dauerhafte Präsentation der umfangreichen und vielfältigen Sammlung nicht zu; thematische Wechselausstellungen schliessen diese Lücke. Jährlich werden vier Ausstellungen zur Kunst der Moderne und Gegenwart gezeigt, fallweise auch im öffentlichen Raum. Dabei werden interdisziplinäre Bezüge zur angewandten Kunst, zur Musik, Literatur und zum Städtebau in Kooperation mit Partnerorganisationen aktiv gesucht. Mit dem Kunsthaus Zug mobil, steht ein transportabler Ausstellungsraum in Form eines Spezialcontainers zur Verfügung.

## Kunstvermittlung
Die Kunstvermittlung nimmt innerhalb und der ausserhalb des Hauses einen hohen Stellenwert ein mit Workshops, offenem Atelier, Führungen und medialen Angeboten. Vielfältige Dialoge und Vermittlungsansätze eröffnen unterschiedliche Zugänge zu den Kunstwerken und den Ausstellungen. Nebst zahlreichen Angeboten für Schulen bindet die Kunstvermittlung Gäste aus unterschiedlichsten sozialen und kulturellen Zusammenhängen in spezifische und einmalige Projekte ein. Zudem erprobt sie mit Partnern aus spartenübergreifenden Disziplinen der Architektur, Musik, Literatur und des Tanzes neue und innovative Formen der Zusammenarbeit und kuratiert dabei mit, auch  Besucher treten als Kunstvermittler auf.

## «Kunsthaus Zug mobil»
Das Kunsthaus Zug mobil ist ein reisendes Museum in Form eines Spezialcontainers der Architektengruppe «Baukunst rheinflügel», Düsseldorf. Auf kleinstem Raum zeigt er Ausstellungen, insbesondere mit Werken zeitgenössischer Kunst. Eigentümerin ist die «Stiftung der Freunde Kunsthaus Zug». Mit 30,5 Quadratmetern dürfte es eines der kleinsten Museen sein. Trotz des beschränkten Platzes entspricht der Container einem modernen Ausstellungsraum. Seit 2002 hat das Kunsthaus Zug mobil an rund 35 Orten im Kanton Zug, in der Schweiz und im Ausland Halt gemacht und in Kooperationen mit verschiedensten Partnern seine Türen kostenlos einer breiten Bevölkerung geöffnet.
Das Kunsthaus Zug mobil wurde 2008 mit dem schweizerischen Preis für die Vermittlung bildender Kunst ausgezeichnet.  

## Im öffentlichen Raum
Gleichzeitig mit dem Projekt Sammlung werden seit 1996 regelmässig Kunstprojekte im öffentlichen Raum realisiert wie beispielsweise mit Jo Achermann, Olafur Eliasson, Ilja und Emilia Kabakow, Pavel Pepperstein und Roman Signer. Dabei spielt der Einbezug von Behörden und Privaten für das Gelingen eine grosse Rolle. Zu nennen wären hier die permanente Lichtinstallation von James Turrell im Bahnhof Zug und der Trinkbrunnen von Ilya und Emilia Kabakov auf dem Vorplatz.
Mit dem Engagement im öffentlichen Raum richtet sich das Kunsthaus Zug an eine breite Öffentlichkeit und leistet einen Beitrag zur Auseinandersetzung mit dem Lebensraum.

## Galerie

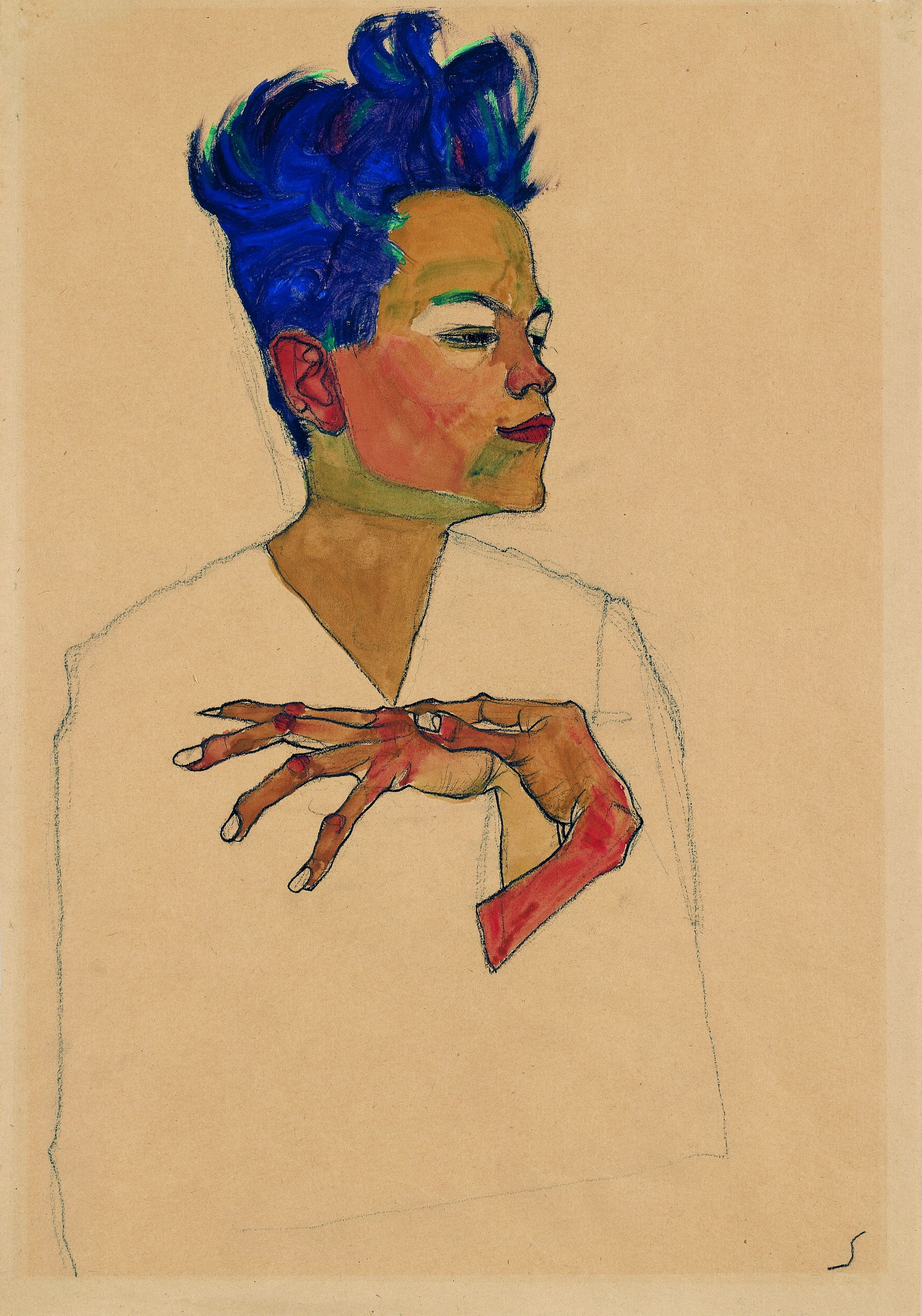
Egon Schiele: Selbstporträt mit an die Brust gelegten Händen, 1910
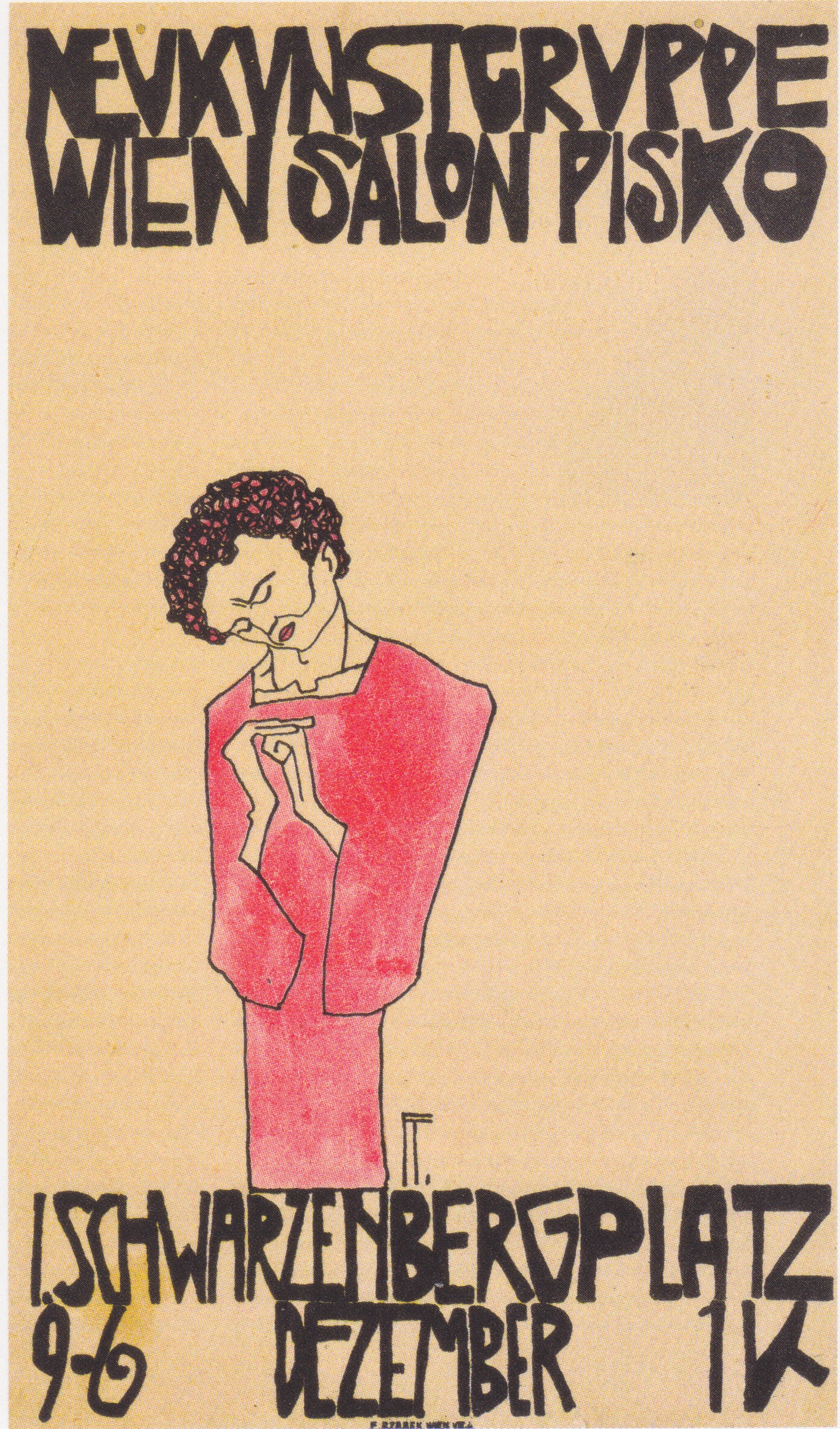
Anton Faistauer: Plakat
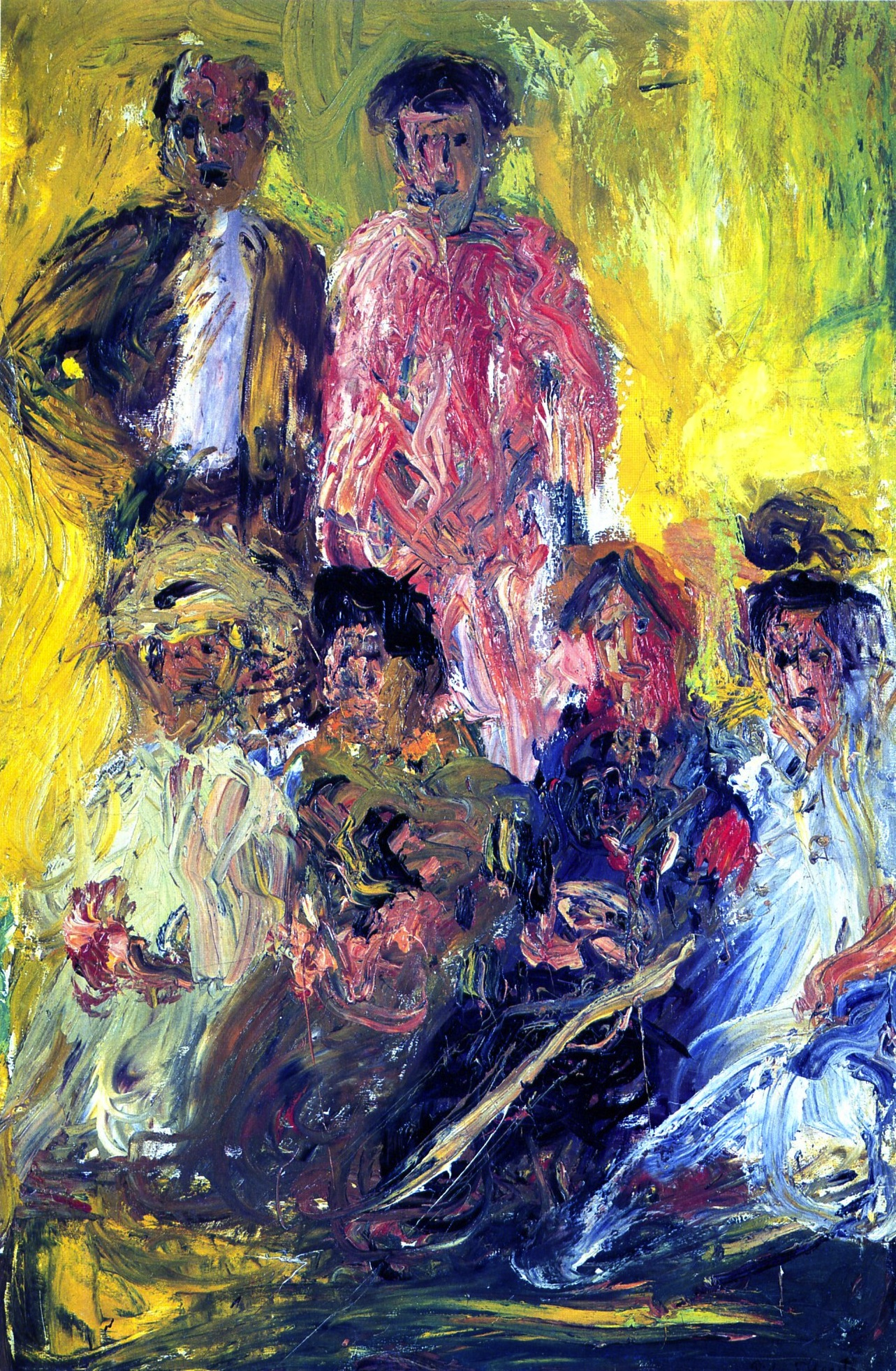
Richard Gerstl: Gruppenbildnis mit Schönberg, Sommer 1907
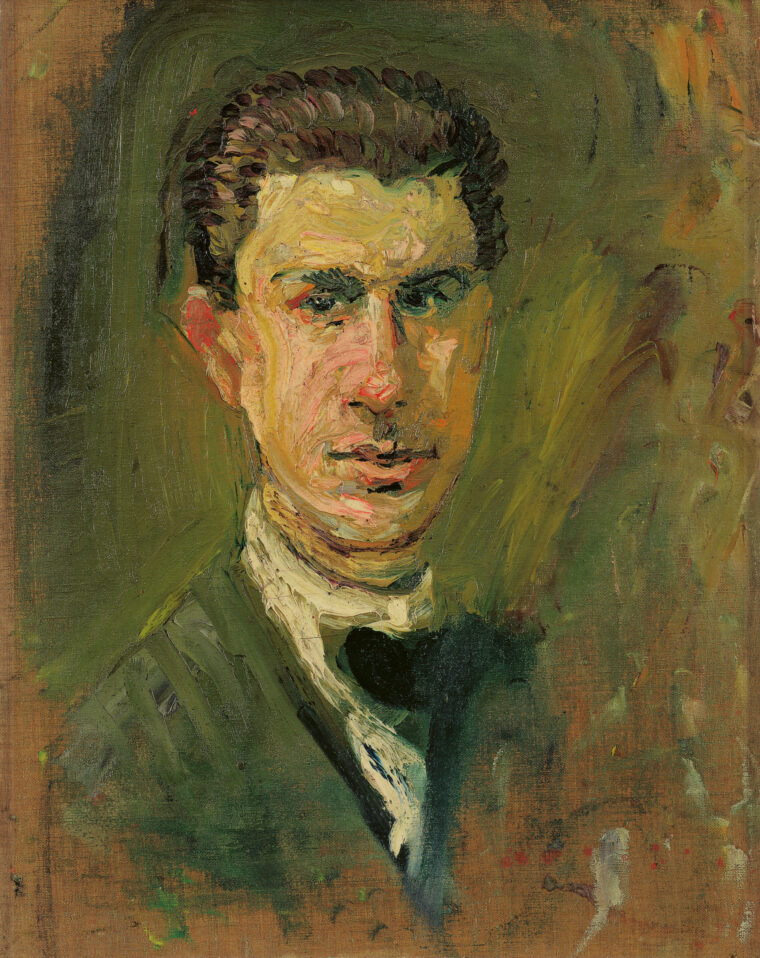
Richard Gerstl: Kleines Selbstbildnis, 1906
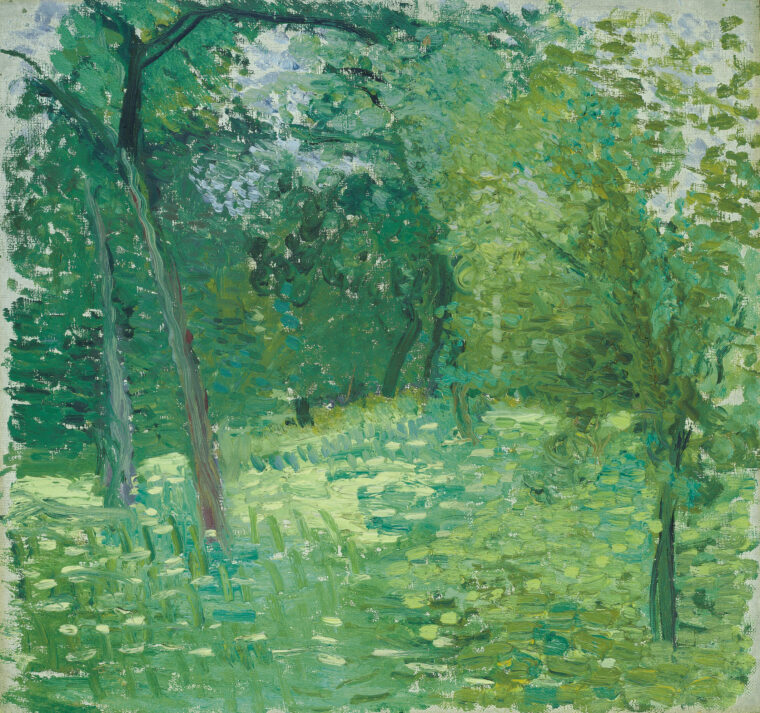
Richard Gerstl: Blumenwiese mit Bäumen
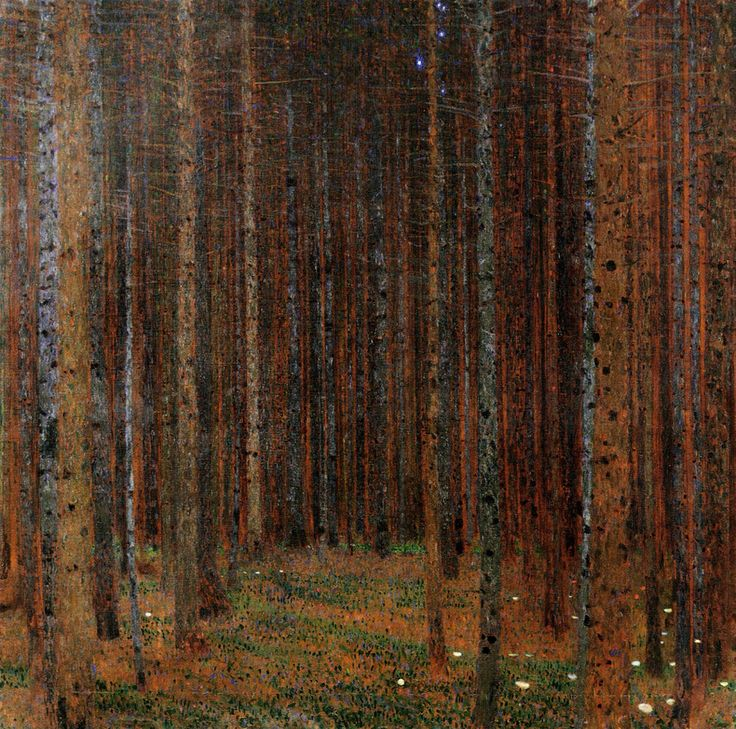
Gustav Klimt: Tannenwald I, 1901

## Publikationen
- Kunsthaus Zug (Hrsg.): Fritz Wotruba. Erschienen anlässlich der Retrospektive im Kunsthaus Zug 1992, Erker, St. Gallen 1992, ISBN 978-88-85186-25-5.
- Kunsthaus Zug, Museum Baviera Zürich (Hrsg.): Friedrich Kuhn. Kunsthaus Zug, Zug 1993.
- Kunsthaus Zug, Matthias Haldemann (Hrsg.): Calderara. Kunsthaus Zug, Zug 1993.
- Kunsthaus Zug, Matthias Haldemann (Hrsg.): Balthasar Burkhard. Kunsthaus Zug, Zug / Hornu: Grand-Hornu, Hornu 1994, ISBN 978-3-906700-82-3.
- Kunsthaus Zug: Fritz Roth. Kunsthaus Zug, Zug 1996.
- Matthias Haldemann (Hrsg.): Dialog mit der Moderne. Fritz Wotruba und die Sammlung Kamm. Katalog der Stiftung Sammlung Kamm. Balmer, Zug 1998.
- Kunsthaus Zug, Matthias Haldemann (Hrsg.): Josef Herzog – Schwarzweiss auf A4, Zeichnungen 1965 bis 1998. Inkl. der CD farbklang von Roland Dahinden. Kunsthaus Zug, Zug 2000, ISBN 978-3-906545-10-3.
- Kunsthaus Zug (Hrsg.): Tadashi Kawamata. Work in Progress in Zug. Projekt Sammlung 1996–1999. Hatje Cantz, Ostfildern 2000, ISBN 3-7757-9001-2.
- Kunsthaus Zug, Matthias Haldemann (Hrsg.): Richard Tuttle. Replace the Abstract Picture Plane. Projekt Sammlung 1996–1999. Fotoessay von Guido Baselgia. Hatje Cantz, Ostfildern 2001, ISBN 3-7757-9048-9.
- Kunsthaus Zug (Hrsg.): Annelies Štrba. ÅN 1 - ÅN 11. Annelies Štrba, Richterswil 2001.
- Kunsthaus Zug, Olafur Eliasson (Hrsg.): The Body as Brain. Kunsthaus Zug, Zug 2003.
- Kunsthaus Zug (Hrsg.): Guido Baselgia. Weltraum. Hatje Cantz, Ostfildern 2004, ISBN 978-3-7757-1412-9.
- Kunsthaus Zug, Matthias Haldemann (Hrsg.): Harmonie und Dissonanz – Gerstl, Schönberg, Kandinsky. Malerei und Musik im Aufbruch. In Zusammenarbeit mit der Musikhochschule Luzern. Hatje Cantz, Ostfildern 2006, ISBN 978-3-7757-1821-9.
- Kunsthaus Zug, Matthias Haldemann (Hrsg.): Das Sehen sehen. Neoimpressionismus und Moderne. Signac bis Eliasson. Hatje Cantz, Ostfildern 2008, ISBN 978-3-7757-2115-8.
- Kunsthaus Zug, Marco Obrist (Hrsg.): Jules Spinatsch. Kodoji Press, Baden 2009, ISBN 978-3-03747-012-1.
- Kunsthaus Zug, Matthias Haldemann (Hrsg.): Linea. Vom Umriss zur Aktion. Die Kunst der Linie zwischen Antike und Gegenwart. Hatje Cantz, Ostfildern 2010, ISBN 978-3-7757-2795-2.
- Kunsthaus Zug, Matthias Haldemann (Hrsg.): Ilya Kabakov. Künstlerbücher 1958-2009. Werkverzeichnis. Kerber Verlag, Bielefeld 2010, ISBN 978-3-86678-372-0.
- Kunsthaus Zug, Matthias Haldemann (Hrsg.): Weitsichten ganz nah. Text Zugkraft AG. Kunsthaus Zug, Zug 2011.
- Kunsthaus Zug, Matthias Haldemann (Hrsg.): Péter Nádas. In der Dunkelkammer des Schreibens. Übergänge zwischen Text, Bild und Denken. Nimbus, Wädenswil 2012, ISBN 978-3-907142-75-2.
- Kunsthaus Zug (Hrsg.): Und weg mit den Minuten. Dieter Roth und die Musik / and Music. In Kooperation mit der Hochschule für Musik, Fachhochschule Nordwestschweiz, Musik-Akademie, Basel. Edizioni Periferia Luzern und der Nationalgalerie – Staatliche Museen zu Berlin. Edizioni Periferia, Luzern 2014, ISBN 978-3-906016-32-0.
- Kunsthaus Zug (Hrsg.): Kunstreiseführer für Kinder, Schulklassen und Familien zu «Kunst in der Stadt», Zuger Stadtplan zeitgenössischer Kunst im öffentlichen Raum. Kalt Medien, Kunsthaus Zug, Zug 2014, ISBN 978-3-85761-315-9.
- Kunsthaus Zug, Matthias Haldemann (Hrsg.): Adrian Schiess, Bernhard Schobinger, Annelies Štrba. Sammlung Graber. Arnoldsche Art Publishers, Graber Collection, Stuttgart 2015, ISBN 978-3-89790-447-7.
- Kunsthaus Zug, Matthias Haldemann (Hrsg.): Komödie des Daseins. Kunst und Humor von der Antike bis heute. Hatje Cantz Verlag, Berlin 2018, ISBN 978-3-7757-4431-7.
- Matthias Haldemann (Hrsg.): Pavel Pepperstein und Gäste, Projekt Sammlung 1998–2002. Fotoessay von Guido Baselgia. Hatje Cantz, Ostfildern 2004, ISBN 3-7757-1413-8.
- Matthias Haldemann (Hrsg.): James Turrell. Zug Zuoz. Herausgegeben für das Kunsthaus Zug und die Walter A. Bechtler Stiftung. Hatje Cantz, Ostfildern 2010, ISBN 978-3-7757-2602-3.
- Gerhard Mack: 10 Jahre Zuger Kunsthaus. Zwischen Projekt und Sammlung, In: Zuger Neujahrsblatt 2001, S. 52–61.
- Václav Požárek, Kunsthaus Zug (Hrsg.): Hannah Villiger. Zwei, [s.n.], Basel 1991.
- Rosmarie Schmid, Elisabeth Grossmann, Matthias Haldemann (Hrsg.): Eva Wipf. Mit einem Werkverzeichnis für die Nachlassverwaltung Eva Wipf und das Kunsthaus Zug. Cantz Verlag, Stuttgart/Zürich 1996, ISBN 978-3-89322-8003.
- Stelle für Kultur der Stadt Zug und Bauforum Zug (Hrsg.): Kunst im öffentlichen Raum der Stadt Zug. Edition Hochparterre, Zürich 2016, ISBN 978-3-909928-37-8.
- Richard Tuttle: Use of Time. Sonderausgabe exklusiv über das Kunsthaus Zug erhältlich: 72 Exemplare in einem handbemalten, vom Künstler gestalteten Schuber, nummeriert und signiert. Hatje Cantz, Ostfildern 2012, ISBN 978-3-7757-3408-0.